# Star idéale
Pour plus de détails, voir Fiche technique et Distribution.
Star idéale (Pixel Perfect) est un téléfilm américain de la collection des Disney Channel Original Movie réalisé par Mark Dippé, produit par Disney Channel sorti en 2004.

## Synopsis
Samantha et ses amies ont formé un groupe de musique : les Zettabites. Mais ils cherchent une chanteuse qui saurait danser et captiver les foules. Roscoe, le meilleur ami de Samantha a l'idée de créer une chanteuse hologramme (Loretta Modern) qui est tout simplement parfaite . Le succès est au rendez-vous. Au grand dam de Samantha, dépitée de voir quelqu'un prendre peu à peu sa place auprès de Roscoe et au sein de son groupe ...

## Fiche technique
- Titre : Star idéale
- Titre original : Pixel Perfect
- Réalisation : Mark Dippé
- Scénario : Alan Sacks et Neal Shusterman
- Musique : Phil Marshall
- Photographie : Rodney Charters
- Montage : Debra Light
- Décors : Lorin Wood
- Costumes : Ernesto Martinez
- Production : Don Schain
- Sociétés de production : Alan Sacks Productions
- Pays d'origine :  États-Unis
- Format : Couleurs - Stéréo
- Genre : Comédie, film musical et science-fiction
- Durée : 85 minutes
- Dates de diffusion : 16 janvier 2004

## Distribution
- Raviv Ullman : Roscoe
- Leah Pipes : Samantha
- Spencer Redford : Loretta Modern
- Robin Ballard : Une fonctionnaire
- Britani Bateman : Une animatrice
- Joyce Cohen : Le docteur McAllister
- Porscha Coleman : Rachelle
- Brett Cullen : Xander, le père de Roscoe